# カタリーナ・ボルネス

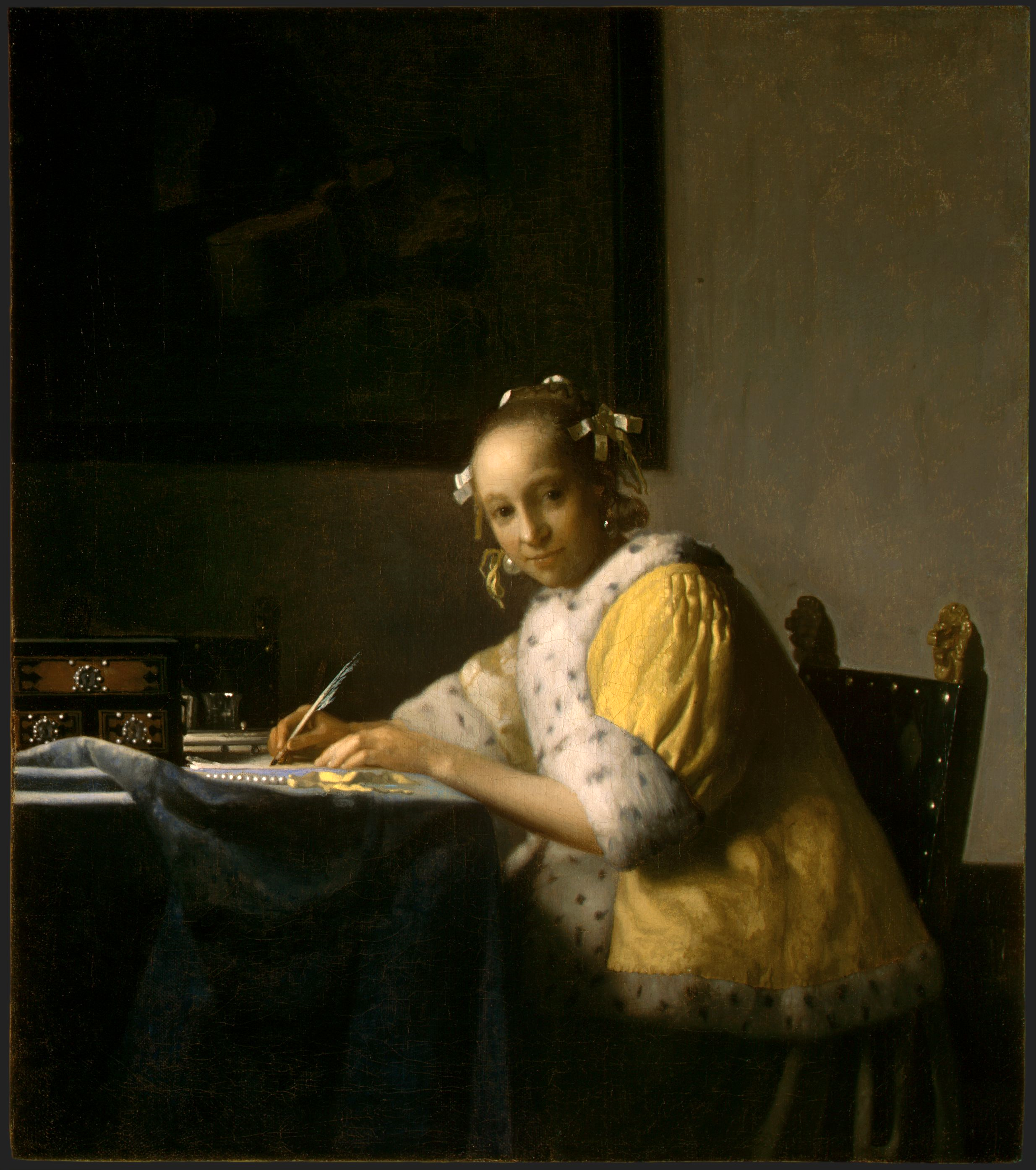
カタリーナをモデルに描かれたという説がある作品の一つ『手紙を書く女』

カタリーナ・ボルネス（オランダ語: Catharina Bolnes、1631年 - 1688年）は、画家のヨハネス・フェルメールの妻として知られる女性。フェルメールの作品のモデルになったという説がある。

## 生涯
1631年にロッテルダム北東の都市ハウダのカトリックの家庭に生まれる。母はマーリア・ティンス、父はレイニエル・ボルネス（Reynier Bolnes）だった。レイニエルはレンガ職人で、マーリアは名門の家系で市長出身者もおり、カタリーナは裕福な親戚がいる環境で育った。レイニエルは家族に暴力をふるい、子供時代のカタリーナは一人で食事をするようになり、9歳の時には父親が妹のコルネリアを殺そうとしていると言って近所の人々に助けを求めている。マーリアは離婚し、娘と共にデルフトに引っ越した。
カタリーナはデルフトのマルクト広場に面したアウデ・ラネンダイク通りで母と暮らし、フェルメールと交際した。二人が知り合ったきっかけは明らかではなく、フェルメールの少年時代の師匠コルネリス・リートウェイクの家で出会ったとする説や、マーリアの遠縁にあたる画家でフェルメールの師匠だった可能性があるアブラハム・ブルーマールトの紹介だったとする説もある。当時のネーデルラントは、未婚の若い女性が一人で仕事や市場に出かけたり、酒場でビールを飲んだり男性と歓談することが珍しくなかった。フェルメールの父レイニエル・ヤンスゾーン（Reijnier Janszoon）は、マルクト広場に面した酒場兼宿屋のメーヘレン亭を経営しており、カタリーナとフェルメールが会っていた可能性もある。
フェルメールは画家として修行中の身で、マーリアは二人の結婚に反対した。理由としては、フェルメールがプロテスタントで信仰の違いがあった点や、フェルメールの家柄との違いを気にしたという説もある。フェルメールの友人である画家のレオナールト・ブラーメルはマーリアのもとを訪れて、二人の結婚を認めるように説得した。1653年4月5日にカタリーナはフェルメールと結婚した。1660年の年末からは、カタリーナとフェルメールはマーリアの家で生活した。カタリーナとフェルメールの間には14人の子供が生まれ、そのうち4人は幼少期に死亡している。子供たちはカトリック系の名前を付けられ、カトリック教徒として育てられた。当時のネーデルラントの家庭では、子供は2人か3人が一般的であり、カタリーナとフェルメールが大家族であることを選んだのは二人が良好な関係にあったためと推測されている。

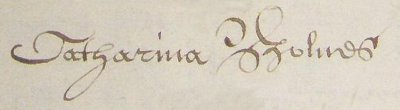
カタリーナの署名

カタリーナが直接に残した言葉は、夫の死後に書かれた嘆願書だけである。晩年のフェルメールは金策に悩まされ、1975年に死去した際には借金が残された。カタリーナは8人の未成年の子供がいる未亡人となり、夫が遺した絵画を売って返済にあてようとしたが、1976年には自己破産の申請をした。カタリーナは夫の死因について、仏蘭戦争の影響で絵画が売れず苦しんでいたと語り、債権者を満足させることができないと主張した。自己破産は認められ、破産管財人にはアントニ・ファン・レーウェンフックが選ばれた。
マーリアは孫（カタリーナの子）に財産を残し、孫が成人するまでは売却を禁じる遺言書を作成して死去した。マーリアの遺言は、娘や孫のために債権者から財産を守る意図があったとされるが、マーリアの遺産を運用できないカタリーナは借金を重ねた。1684年にはカトリック教徒が多いブレダに住み、年金支給額を増やしてくれるようハウダ市に頼んでいる。デルフトに戻ってからは娘のマーリアと義理の息子ヨハネス・クレイマーの家で暮らし、1688年12月30日に最後の秘蹟を受け、1689年1月2日にデルフトの新教会の墓地に埋葬された。カタリーナの子供たちは成人後にマーリアの遺産を相続した。

## フェルメール作品との関係
カタリーナはフェルメール作品のモデルだったとする説がある。たとえばアンドレ・マルローは、フェルメールが妻や娘をモデルにしたと想像した。キュレーターのアーサー・K・ウィーロックは、『手紙を書く女』が描かれた頃のカタリーナは30代前半から中頃であり、モデルの可能性が高いと論じた。その他の候補として、『窓辺で手紙を読む女』、『天秤を持つ女』、『青衣の女』、『兵士と笑う女』などがあるが、いずれも根拠はない。

## フィクションにおけるカタリーナ
トレイシー・シュヴァリエの小説『真珠の耳飾りの少女 (小説)』（1999年）は、フェルメールの『真珠の耳飾りの少女』をテーマにしており、フェルメールやカタリーナが登場する。語り手である少女フリートから見たカタリーナは、金髪の巻毛に楕円の顔、目は茶色いボタンに似ており、磨いた真鍮のような艶のある声をしていると描写されている。フリートがフェルメール家で召使として働くと、カタリーナはフェルメールとフリートの関係を疑うようになる。フェルメールはフリートをモデルに絵を描き、それを見たカタリーナは、夫の芸術を理解せずに作品を破壊しようとする。フェルメールがカタリーナをモデルに描こうとしない点も、カタリーナの嫉妬の原因だった。
この作品のカタリーナ像はアーサー・ウィーロックやサイモン・ジェンキンスらによって批判されており、ウィーロックはカタリーナが不快な人物であるという根拠は存在しないと指摘している。